# Berat Ahmeti
Berat Ahmeti (ur. 26 stycznia 1995 w Prisztinie) – kosowski piłkarz posiadający także obywatelstwo albańskie, w 2013 roku należał do albańskiej reprezentacji U-19.

## Życie prywatne
Ma brata Azema, piłkarza grającego w KF Gjilani.